# Kazumi Takada
Kazumi Takada (Prefectura de Shizuoka, 28 de juny de 1951 - 1 d'octubre de 2009) fou un futbolista japonès que disputà setze partits amb la selecció japonesa. Va jugar 128 partits i va marcar 25 gols a la lliga. Va ser seleccionat com a Millor Onze el 1972 i el 1973.